# 宝毛
宝毛（たからけ、たからげ）とは、体の一部分に一本だけ長く生えてくる透明もしくは白色の毛の通称。
福毛とも呼ばれるほか、関東の一部地域では命の毛とも呼称される。

## 概要
周囲の体毛と比較して、一本だけが長く伸びて成長し、5～10センチ位まで伸びる事もある。これらの特徴から、いわゆる白髪とは若干異なる。
日本でのように特定の名称はないが、他国でも同様の現象は存在する。
発生により明確な害を被るわけでもなく気づかない場合も多いためか、医学的な研究はほとんど行われておらず、「一本だけ色の薄い体毛が伸び続ける」という事以外、人体への影響・発生のメカニズム等の解明は進んでいない。
親に宝毛の発生がみられる場合、子にも同じ位置に宝毛が発生することがあるため、遺伝形質のひとつではないかとも考えられている。老化が進むごとに増えていく場合が多い。

## 伝承
伝承として、「福をもたらす」「幸運を呼び寄せる」などといわれており、これが名前の由来となっていると考えられる。これは、宝毛の「白い」「一本だけ突出して長い」などの特徴が、仏の額に存在する「白毫」の特徴と通じる部分があるためではないかといわれている。このように幸運の象徴のように考えられているため、抜く・切る等をせずに大切に伸ばすべきだとも言われる。
また、「この毛を抜くと、白髪になるのが早くなる」という迷信がある。